# Okręgowe ligi polskie w piłce nożnej (1936)

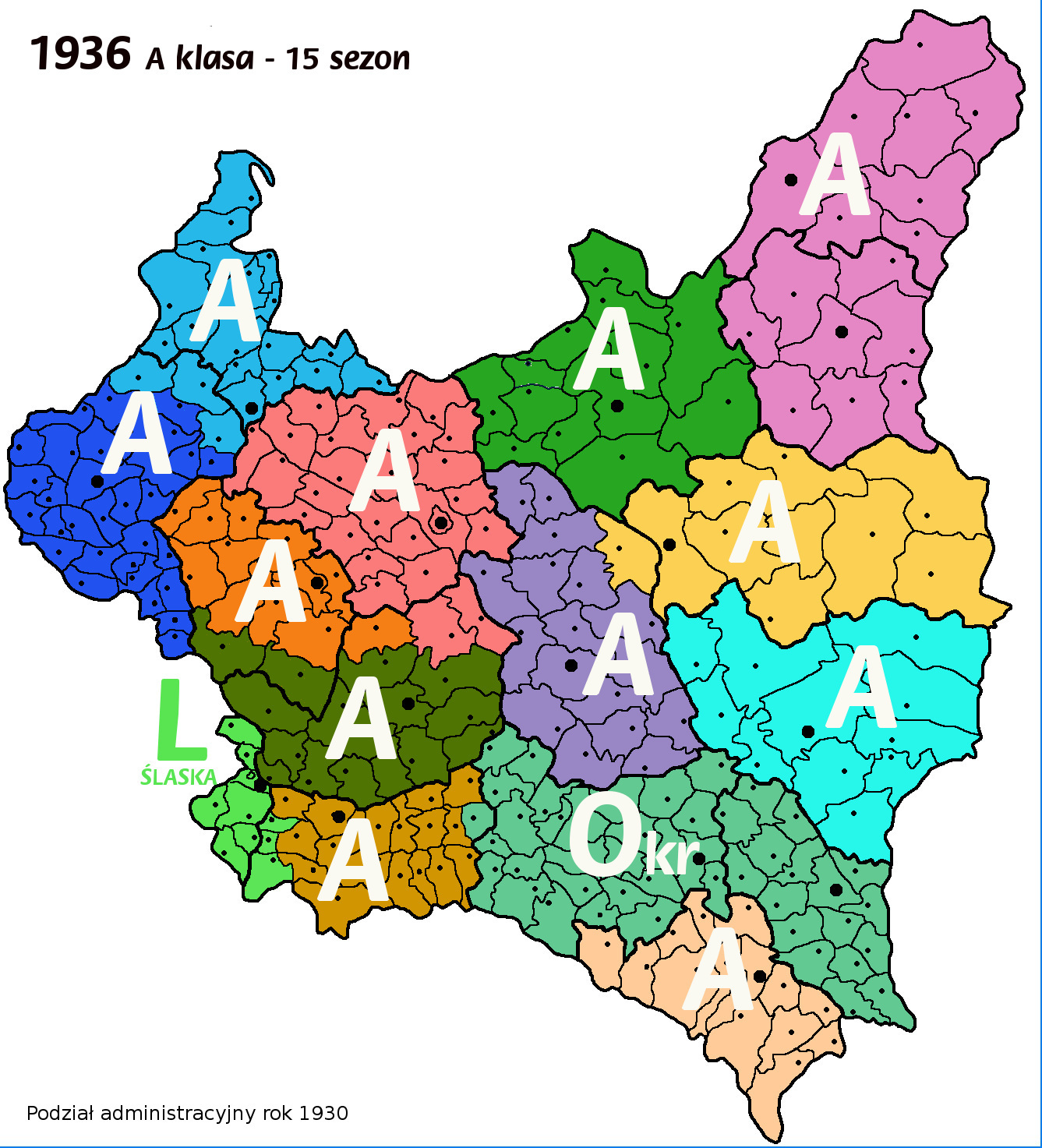
1936 rok A klasa

Okręgowe rozgrywki w piłce nożnej w sezonie 1936 odbywały się w 14 okręgach, a ich najwyższym poziomem była klasa A lub liga okręgowa. Mistrzowie okręgów spotykali się w eliminacjach walcząc o awans do Ligi.
| Poziomy rozgrywkowe w sezonie 1936 | Poziomy rozgrywkowe w sezonie 1936 | Poziomy rozgrywkowe w sezonie 1936 | Poziomy rozgrywkowe w sezonie 1936   |
| Rozgrywki                          | P                                  | Nazwa                              | Nazwa                                |
| ---------------------------------- | ---------------------------------- | ---------------------------------- | ------------------------------------ |
| Centralne                          | I                                  | Liga                               | Liga                                 |
| Okręgowe (14 okręgów)              | II                                 | A Klasa (12 okręgów)               | Liga okręgowa Liga Śląska (2 okręgi) |
| Okręgowe (14 okręgów)              | III                                | B klasa                            | A klasa                              |
| Okręgowe (14 okręgów)              | IV                                 | C klasa                            | B klasa                              |
| Okręgowe (14 okręgów)              | V                                  |                                    | C klasa                              |

## Rozgrywki okręgowe

### Mistrzostwa ligi okręgowej Białostockiego OZPN
- mistrz: WKS Grodno

GRUPA I
| Poz. | Drużyna                   | M | Z | R | P | Bramki | Punkty |
| ---- | ------------------------- | - | - | - | - | ------ | ------ |
| 1    | ŻKS Makabi Białystok      | 4 | 4 | 0 | 0 | 12-5   | 8      |
| 2    | Hapoel Białystok          | 4 | 1 | 1 | 2 | 6-10   | 3      |
| 3    | WKS Jagiellonia Białystok | 4 | 0 | 1 | 3 | 4-7    | 1      |

GRUPA II
| Poz. | Drużyna        | M    | Z    | R    | P    | Bramki | Punkty |
| ---- | -------------- | ---- | ---- | ---- | ---- | ------ | ------ |
| 1    | WKS Grodno     | b.d. | b.d. | b.d. | b.d. | b.d.   | b.d.   |
| 2    | Makabi Grodno  | b.d. | b.d. | b.d. | b.d. | b.d.   | b.d.   |
| 3    | Makabi Suwałki | b.d. | b.d. | b.d. | b.d. | b.d.   | b.d.   |

GRUPA III
| Poz. | Drużyna        | M | Z | R | P | Bramki | Punkty |
| ---- | -------------- | - | - | - | - | ------ | ------ |
| 1    | Warmia Grajewo | 4 | 2 | 2 | 0 | 7-5    | 6      |
| 2    | ŁKS Łomża      | 4 | 1 | 2 | 1 | 8-7    | 4      |
| 3    | Makabi Łomża   | 4 | 0 | 2 | 2 | 18-18  | 2      |

FINAŁ
| Poz. | Drużyna              | M | Z | R | P | Bramki | Punkty |
| ---- | -------------------- | - | - | - | - | ------ | ------ |
| 1    | WKS Grodno           | 4 | 3 | 0 | 1 | 8-3    | 6      |
| 2    | Warmia Grajewo       | 4 | 3 | 0 | 1 | 15-2   | 6      |
| 3    | ŻKS Makabi Białystok | 4 | 0 | 0 | 4 | 0-18   | 0      |

- Dodatkowy mecz o 1 miejsce na neutralnym terenie: WKS Grodno: Warmia Grajewo 4:0

O UTRZYMANIE SIĘ W KLASIE A
| Poz. | Drużyna                   | M | Z | R | P | Bramki | Punkty |
| ---- | ------------------------- | - | - | - | - | ------ | ------ |
| 1    | Makabi Łomża              | 4 | 3 | 1 | 0 | 14-7   | 7      |
| 2    | WKS Jagiellonia Białystok | 4 | 1 | 1 | 2 | 13-11  | 3      |
| 3    | Makabi Suwałki            | 4 | 0 | 2 | 2 | 5-14   | 2      |

OSTATECZNA KLASYFIKACJA
| Lp.   | Drużyna                                    |
| ----- | ------------------------------------------ |
| 1     | WKS Grodno                                 |
| 2     | Warmia Grajewo                             |
| 3     | ŻKS Makabi Białystok                       |
| 4-5-6 | Makabi Grodno, ŁKS Łomża, Hapoel Białystok |
| 7     | Makabi Łomża                               |
| 8     | WKS Jagiellonia Białystok                  |
| 9     | Makabi Suwałki                             |

- Makabi Suwałki spadło do klasy B.
- BKS Jagiellonia zmieniła nazwę na WKS Jagiellonia Białystok (Wojskowy Klub Sportowy).
- W związku ze zmniejszeniem klasy A do 8 drużyn, nikt nie awansował z klasy B.

### Mistrzostwa ligi okręgowej Kieleckiego OZPN
- mistrz: Brygada Częstochowa

### Mistrzostwa ligi okręgowej Krakowskiego OZPN
- mistrz: Cracovia

### Mistrzostwa ligi okręgowej Lubelskiego OZPN
- mistrz: WKS Unia Lublin

| Poz. | Drużyna            | M  | Z    | R    | P    | Bramki | Punkty |
| ---- | ------------------ | -- | ---- | ---- | ---- | ------ | ------ |
| 1    | WKS Unia Lublin    | 12 | b.d. | b.d. | b.d. | 30-10  | 14     |
| 2    | LWS Lublin         | 12 | b.d. | b.d. | b.d. | 33-15  | 14     |
| 3    | WKS 7 PP Chełm     | 12 | b.d. | b.d. | b.d. | 23-10  | 10     |
| 4    | WKS Dęblin         | 12 | b.d. | b.d. | b.d. | 25-13  | 9      |
| 5    | Wieniawa Lublin    | 12 | b.d. | b.d. | b.d. | 4-48   | 3      |
| 6    | Strzelec Łuków (b) | 12 | b.d. | b.d. | b.d. | 8-28   | 3      |
| 7    | Strzelec Siedlce   | 12 | b.d. | b.d. | b.d. | b.d.   | 0      |

- Plage Laśkiewicz/LWS Lublin zmienił nazwę na LWS Lublin (Lubelska Wytwórnia Samolotów).
- WKS 22 pp Strzelec Siedlce zmienił nazwę na Strzelec Siedlce. Klub wycofany w trakcie sezonu, po sezonie rozwiązany.
- Spadek Strzelec Łuków, wycofany Strzelec Siedlce, awansował Hetman Zamość.

### Mistrzostwa ligi okręgowej Lwowskiego OZPN
- mistrz: Polonia Przemyśl
- Rozgrywki toczone tylko wiosną 1936 roku.

GRUPA I
| Poz. | Drużyna         | M | Z | R | P  | Bramki | Punkty |
| ---- | --------------- | - | - | - | -- | ------ | ------ |
| 1    | Czuwaj Przemyśl | 8 | 5 | 2 | 1  | 24-12  | 12     |
| 2    | Lechia Lwów     | 7 | 3 | 2 | 2  | 11-10  | 8      |
| 3    | RKS Lwów (b)    | 8 | 3 | 1 | 4  | 16-18  | 7      |
| 4    | Hasmonea Lwów   | 8 | 2 | 2 | 4  | 11-13  | 6      |
| 5    | Resovia Rzeszów | 7 | 2 | 1 | 4. | 9-18   | 5      |

GRUPA II
| Poz. | Drużyna          | M | Z | R | P | Bramki | Punkty |
| ---- | ---------------- | - | - | - | - | ------ | ------ |
| 1    | Polonia Przemyśl | 8 | 5 | 2 | 1 | 15-9   | 12     |
| 2    | Czarni Lwów      | 8 | 5 | 1 | 2 | 27-12  | 11     |
| 3    | Pogoń 1b Lwów    | 8 | 4 | 2 | 2 | 24-18  | 10     |
| 4    | Ognisko Jarosław | 8 | 2 | 1 | 5 | 15-28  | 5      |
| 5    | Drugi Sokół Lwów | 8 | 1 | 0 | 7 | 9-23   | 2      |

Mecz o awans do eliminacji: Polonia Przemyśl – Czuwaj Przemyśl 1:0, 2:4, 3:2.
- Ukraina Lwów w poprzednim sezonie spadła do A klasy, decyzją władz LOZPN została dopuszczona do rozgrywek ligi okręgowej od sezonu 1936/37. Powodem były czynniki polityczne, ze względu na sytuację w regionie Ukraina jako czołowy klub mniejszości Ukraińskiej, powinna grać w polskiej lidze okręgowej.
- Decyzją władz LOZPN wraz z Ukrainą od sezonu 1936/37 do ligi okręgowej została zakwalifikowana drużyna Korony Sambor, która to zajęła 2 miejsce w walce o awans w sezonie 1935.
- Ze względu na zmianę organizacji rozgrywek na jesień-wiosna nikt nie spadł. A klasa rozgrywała wiosną tzw. Puchar A klasy LOZPN.

### Mistrzostwa ligi okręgowej Łódzkiego OZPN
- mistrz: ŁTSG Łódź

### Mistrzostwa ligi okręgowej Poleskiego OZPN
- mistrz: Kotwica Pińsk

### Mistrzostwa ligi okręgowej Pomorskiego OZPN
- mistrz: Gryf Toruń

| Poz. | Drużyna                    | M  | Z    | R    | P    | Bramki | Punkty |
| ---- | -------------------------- | -- | ---- | ---- | ---- | ------ | ------ |
| 1    | Gryf Toruń                 | 14 | b.d. | b.d. | b.d. | 30-18  | 21     |
| 2    | PPW Grudziądz              | 14 | b.d. | b.d. | b.d. | 31-15  | 19     |
| 3    | Polonia Bydgoszcz          | 14 | b.d. | b.d. | b.d. | 24-18  | 15     |
| 4    | Goplania Inowrocław        | 14 | b.d. | b.d. | b.d. | 26-17  | 14     |
| 5    | Bałtyk Gdynia (b)          | 14 | b.d. | b.d. | b.d. | 28-40  | 12     |
| 6    | Unia Tczew                 | 14 | b.d. | b.d. | b.d. | 22-25  | 11     |
| 7    | TKS Toruń                  | 14 | b.d. | b.d. | b.d. | 24-28  | 11     |
| 8    | Kabel Polski Bydgoszcz (b) | 14 | b.d. | b.d. | b.d. | 21-34  | 9      |

- Przed sezonem PePeGe Grudziądz przejęty przez Pocztowe Przysposobienie Wojskowe i występuje pod nazwą PPW Grudziądz.
- Spadek Kabel Polski Bydgoszcz, z klasy B awansowała Cuiavia Inowrocław.

### Mistrzostwa ligi okręgowej Poznańskiego OZPN
- mistrz: HCP Poznań
- wicemistrz: Legia Poznań
- III miejsce Ostrovia Ostrów Wielkopolski
- 4: Warta Ib Poznań
- 5: OKS Ostrów Wielkopolski
- 6: Polonia Leszno
- 7: KPW Poznań
- 8: Korona Poznań
- 9: Unia Kościan
- 10: Olimpia Poznań (zupełnie inny klub niż założony w 1945 GKS Olimpia Poznań).

### Mistrzostwa ligi okręgowej Stanisławowskiego OZPN
- mistrz: Pogoń Stryj

### Mistrzostwa ligi okręgowej Śląskiego OZPN
- mistrz: AKS Chorzów

### Mistrzostwa ligi okręgowej Warszawskiego OZPN
- mistrz: Skoda Warszawa

### Mistrzostwa ligi okręgowej Wileńskiego OZPN
- mistrz: Śmigły Wilno

### Mistrzostwa ligi okręgowej Wołyńskiego OZPN
- mistrz: Hallerczyk Równe

## Eliminacje o I ligę
O wejście do Ligi walczyło 13 drużyn, podzielonych na 4 grupy. Do finału wchodziły tylko mistrzowie grup.

### Tabela grupy I
|   | Klub                | M | Pkt | Z | R | P | Br+ | Br− | Uwagi |
| 1 | Brygada Częstochowa | 6 | 7   | 3 | 1 | 2 | 13  | 8   |       |
| 2 | Skoda Warszawa      | 6 | 7   | 2 | 3 | 1 | 13  | 10  |       |
| 3 | ŁTSG Łódź           | 6 | 6   | 2 | 2 | 2 | 11  | 13  |       |
| 4 | WKS Unia Lublin     | 6 | 4   | 2 | 0 | 4 | 13  | 19  |       |

Legenda:
|  | Awans do finału |

### Wyniki
```
Brygada Częstochowa            xxx 1-1 1-0 6-2
Skoda Warszawa                 2-1 xxx 1-1 2-4
ŁTSG Łódź                      3-1 3-3 xxx 3-1
WKS Unia Lublin                0-3 0-4 6-1 xxx
```

### Tabela grupy II
|   | Klub        | M | Pkt | Z | R | P | Br+ | Br− | Uwagi |
| 1 | AKS Chorzów | 4 | 6   | 3 | 0 | 1 | 20  | 14  |       |
| 2 | HCP Poznań  | 4 | 6   | 3 | 0 | 1 | 20  | 15  |       |
| 3 | Gryf Toruń  | 4 | 0   | 0 | 0 | 4 | 11  | 22  |       |

Legenda:
|  | Awans do finału |

### Wyniki
```
AKS Chorzów                    xxx 3-5 5-3
HCP Poznań                     3-7 xxx 3-1
Gryf Toruń                     3-5 4-9 xxx
```

### Tabela grupy III
|   | Klub             | M | Pkt | Z | R | P | Br+ | Br− | Uwagi |
| 1 | Cracovia         | 6 | 11  | 5 | 1 | 0 | 36  | 1   |       |
| 2 | Pogoń Stryj      | 6 | 5   | 2 | 1 | 3 | 7   | 18  |       |
| 3 | RKS Hajduki      | 6 | 5   | 2 | 1 | 3 | 5   | 23  |       |
| 4 | Polonia Przemyśl | 6 | 3   | 1 | 1 | 4 | 9   | 15  |       |

Legenda:
|  | Awans do finału |

### Wyniki
```
Cracovia                       xxx 11-0 13-0 6-0
Pogoń Stryj                    0-3 xxx 3-0 2-1
RKS Hajduki                    0-0 2-1 xxx 2-0
Polonia Przemyśl               1-3 1-1 6-1 xxx
```

### Tabela grupy IV
Półfinały
Hallerczyk Równe – Kotwica Pińsk 5-0, 1-0

Śmigły Wilno – WKS Grodno 5-3, 2-0
|   | Klub             | M | Pkt | Z | R | P | Br+ | Br− | Uwagi |
| 1 | Śmigły Wilno     | 2 | 4   | 2 | 0 | 0 | 7   | 3   |       |
| 2 | Hallerczyk Równe | 2 | 0   | 0 | 0 | 2 | 3   | 7   |       |

Legenda:
|  | Awans do finału |

### Wyniki
```
Śmigły Wilno                   xxx 4-2
Hallerczyk Równe               1-3 xxx
```

## Finał

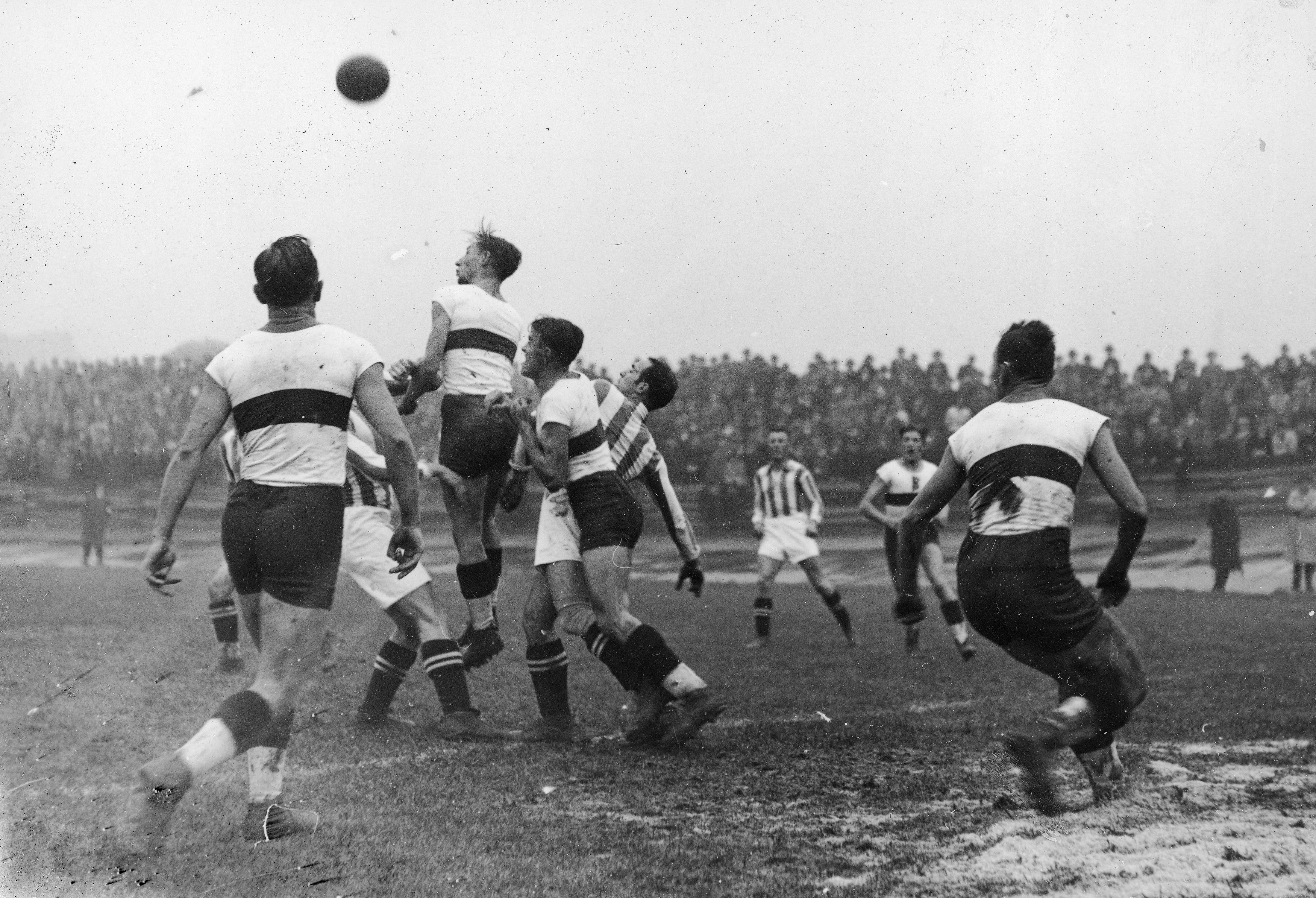
Mecz Cracovia-Brygada (4:1).

### Tabela grupy finałowej
|   | Klub                | M | Pkt | Z | R | P | Br+ | Br− | Uwagi |
| 1 | Cracovia            | 6 | 10  | 4 | 2 | 0 | 15  | 4   |       |
| 2 | AKS Chorzów         | 6 | 9   | 4 | 1 | 1 | 19  | 9   |       |
| 3 | Śmigły Wilno        | 6 | 3   | 1 | 1 | 4 | 7   | 18  |       |
| 4 | Brygada Częstochowa | 6 | 2   | 1 | 0 | 5 | 4   | 14  |       |

Legenda:
|  | Prawo do gry w I lidze w 1937. |

### Wyniki
```
Cracovia                       xxx 1-1 5-0 4-1
AKS Chorzów                    2-3 xxx 6-1 3-1
Śmigły Wilno                   0-0 3-5 xxx*3-0
Brygada Częstochowa            0-2 0-2 2-0 xxx
```

```
* Mecz Śmigły – Brygada 1-0 zweryfikowany jako walkower (według Radoń). Piłkarze Brygady opuścili boisko w 47 minucie.
```